# Pran
Pran Krishan Sikand (12. februar 1920 – 12. juli 2013), bedre kendt under navnet Pran, var en flere gangen prisvindende indisk skuespiller, bedst kendt som en filmskurk i Bollywood-film fra 1940'erne til 1990'ern. Han spillede helten i film fra 1940–47 og skurk fra 1942–1991 og havde biroller og karakterroller fra 1948–2007.